# Katarina Strandmark
Katarina Strandmark, född 13 juli 1949 i Malmö, är en svensk skådespelare. Hon är dotter till skådespelaren Erik Strandmark. och Familje terapeuten Ena Strandmark.

## Filmografi
- 1971 – Amala Kamala (TV)
- 1977 – Bernard och Bianca (svensk röst)
- 1977 – Månen är en grön ost
- 1978 – Streber (TV)
- 1979 – Kejsaren
- 1979 – Den nya människan (TV)
- 1980 – Flygnivå 450
- 1981 – Hans Christian och sällskapet
- 1981 – Skapelsens krona (TV)